# Cantón de Saint-Marcellin
El cantón de Saint-Marcellin era una división administrativa francesa, que estaba situada en el departamento de Isère y la región de Ródano-Alpes.

## Composición
El cantón estaba formado por diecisietecomunas:
- Beaulieu
- Bessins
- Chatte
- Chevrières
- Dionay
- La Sône
- Montagne
- Murinais
- Saint-Antoine-l'Abbaye
- Saint-Appolinard
- Saint-Bonnet-de-Chavagne
- Saint-Hilaire-du-Rosier
- Saint-Lattier
- Saint-Marcellin
- Saint-Sauveur
- Saint-Vérand
- Têche

## Supresión del cantón de Saint-Marcellin
En aplicación del Decreto n.º 2014-180 de 18 de febrero de 2014, el cantón de Saint-Marcellin fue suprimido el 22 de marzo de 2015 y sus 17 comunas pasaron a formar parte del nuevo cantón del Sur de Grésivaudan.